# Seseli togasii
Seseli togasii là một loài thực vật có hoa trong họ Hoa tán. Loài này được (M. Hiroe) Pimenov & Kljuykov miêu tả khoa học đầu tiên năm 1999.